# Фёдоров, Владимир Григорьевич (дипломат)
Влади́мир Григо́рьевич Фёдоров (укр. Федоров Володимир Грігорович; 10 июня 1939, с. Никольское, Солнцевский район, Курская область, РСФСР, СССР — 9 декабря 2011, Москва, Россия) — советский и украинский государственный, партийный, и хозяйственный деятель, дипломат.
Член КПСС (1965—1991), член ЦК КП Украины, член ЦК КПСС, депутат Верховного Совета Украинской ССР IX, XI созывов. Народный депутат Украины.

## Биография
Родился в селе Никольское Солнцевского района Курской области, в семье крестьян.

### Образование
В 1962 окончил Харьковский институт механизации и электрификации сельского хозяйства.
Окончил заочно Высшую партийную школу при ЦК КПСС.

### Деятельность
Трудовую деятельность начал в 1956 году помощником бригадира колхоза.
С 1962 года работал на должностях старшего инженера, заведующего мастерской, главного инженера, управляющего Черняховским районным объединением «Сельхозтехника» Житомирской области.
- В 1967—1970 годах — начальник Черняховского районного Управления сельского хозяйства.
- В 1970—1973 годах — первый секретарь Володарск-Волынского райкома КП Украины Житомирской области.
- В 1973—1977 годах — первый секретарь Новоград-Волынского горкома КП Украины Житомирской области.
- В 1977—1984 годах — секретарь Житомирского обкома КП Украины.
- В 1984—1985 годах — советник при Совете Министров УССР.
- В 1985—1988 годах — председатель исполкома Волынского областного Совета.
- В 1988—1989 годах — заведующий сектором Отдела партийного строительства и кадровой работы ЦК КПСС.
- В 1989—1991 годах — первый секретарь Житомирского обкома КП Украины, одновременно Председатель Житомирского областного Совета.
- С 5 августа 1991 года — постоянный представитель Кабинета Министров Украинской ССР при Кабинете Министров СССР[1].
- 1991—1994 — народный депутат Украины I созыва, член Комиссии Верховной Рады Украины мандатной и по депутатской этике.
- В 1991—1992 годах — постоянный Представитель Кабинета Министров Украины по внешне-экономическим и культурным связям в Москве.
- В 1992—1995 годах — советник-посланник, торговый представитель, посольства Украины в Российской Федерации, Временный поверенный в делах Украины в Российской Федерации.
- С 14 января 1995 по 25 ноября 1999 года — Чрезвычайный и Полномочный посол Украины в России[2].
- В 1999—2006 годах — первый заместитель Председателя исполнительного комитета СНГ.

Участник ликвидации последствий аварии на ЧАЭС (1986 год). Член ЦК КПСС (1990—1991).
Скончался 9 декабря 2011 года в Москве. Похоронен в Москве на Троекуровском кладбище.

### Семья
- Отец — Григорий Петрович (1916—1986).
- Мать — Елена Александровна (1919—1991).
- Жена — Виктория Владимировна (род. 1940).
- Дети — дочь Ирина (род. 1962) и сын Сергей (род. 1967).
- Брат — Леонид (1941—1996).

## Награды и заслуги
- Орден «За заслуги» II степени (9 июня 1999 года) — за весомый личный вклад в развитие украинского-российского сотрудничества[4];
- Орден «За заслуги» III степени (27 июня 1997 года) — за личный вклад в разработку, подготовку и принятие Конституции Украины, активную законотворческую работу[5];
- Орден Дружбы (6 декабря 1999 года, Россия) — за большой вклад в укрепление дружбы и сотрудничества между народами России и Украины[6];
- Медаль «В память 850-летия Москвы»;
- Болгарская медаль «40 лет Социалистической Болгарии» (1984);
- Советские ордена Трудового Красного Знамени (дважды (03.1981) и (12.1973)), Орден «Знак Почёта» (04.1971), Медаль «Ветеран труда» (11.1983), медаль «В ознаменование 100-летия со дня рождения Владимира Ильича Ленина» (04.1970), нагрудным знаком «Участник ликвидации последствий аварии на ЧАЭС»;
- Почётные знаки и грамоты СССР, России, Украины.